# IKCO Samand
O IKCO Samand é um sedã iraniano produzido pela IKCO. O projeto de produção do Samand começou em 2001 e o primeiro carro foi vendido no mesmo ano. O Samand herdou o título de automóvel nacional do Irã do Paykan, que foi vendido pela Iran Khodro de 1967 a 2005.

## Motor e componentes
O Samand projetado pelo Irã usa a plataforma do Peugeot 405, equipada com motores EF7 projetados pela IKCO ou motores PSA XU7JP/L3, entre outros. A IKCO fabrica 80% das peças da Samand internamente, incluindo seu motor projetado pelo Irã.
Para mercados de exportação (e também o mercado iraniano), a IKCO usa o motor Peugeot TU5JP4. Isso ocorre porque o TU5 é um motor potente e de baixo consumo, e pela facilidade de encontrar suas peças em toda a Europa, já que o TU5 foi usado para o Peugeot 206, Peugeot 307 e Peugeot 207. A versão TU5 do Samand vem com três novas opções: airbag do motorista, pré-tensionadores, ajustador de altura do farol e antena ativa.
Desde o início de 2009, a IKCO usa motores iranianos recém-desenvolvidos, como um motor nacional bicombustível para seus novos modelos (EF7). Em meados de 2010, a IKCO começou a instalar motores EF7 somente a gasolina no Samand. O motor não é uma versão a gasolina do EF7, mas as peças de gás natural veicular (GNV) do motor são removidas e também o programa da unidade de controle do motor (ECU). No entanto, a versão a gasolina do motor está atualmente em desenvolvimento.

## Desempenho
| Motor     | Consumo de combustível (Gasolina) | Consumo de combustível (GNV) | 0 – 100 (Gasolina) | 0 – 100 (GNV) |
| --------- | --------------------------------- | ---------------------------- | ------------------ | ------------- |
| EFD       | TBD / 5,5 / TBD                   | – / – / –                    | TBD                | TBD           |
| EF7       | 9,2 / 7,3 / 5,0                   | 9,0 / 5,4 / 4,0              | 11 s               | 12 s          |
| TU5JP4    | 9,2 / 7,2 / 4,9                   | – / – / –                    | 11,3 s             | –             |
| XU7JP/L3  | 11,3 / 8,5 / 6,1                  | ? / ?                        | 12 s               | 12,6 s        |
| XU7JP4/L4 | 11,1 / 8,4 / 6                    | – / – / –                    | 9,7s               | ?             |

- Consumo de combustível (Cidade / Combinado / Estrada (90 km/h) Constante)
- Os números de consumo de combustível GNV são medidos em Kg

## Samand Diesel
Em 2009, a IKCO anunciou que produziria o Samand com seu novo motor EFD em 2010; no entanto, devido aos testes necessários para o motor, preparando o carro para a instalação do motor nele e também a falta de distribuição do combustível diesel Euro IV no país adiou a data da produção para 2011. Em 30 de novembro de 2010, a IKCO anunciou as principais mudanças feitas no Samand em comparação com os Samand bicombustíveis ou monocombustíveis para torná-lo compatível para a instalação do motor EFD. Essas principais mudanças são: troca do radiador, instalação do intercooler, mangueiras hidráulicas e de água, carcaças do motor, caixa de engrenagens do sistema de escapamento e isolamentos do compartimento do motor.

## Exportações
Os Samand são exportados para os seguintes países:
África
- Argélia[3]
- Egito[4]
- Gana[5]
- Mali[5]
- Senegal

Ásia
- Afeganistão
- Bangladesh[6]
- Síria[7]
- Tajiquistão[7]
- Vietname[6]
- Iraque[8]
- Líbano

Europa
- Bielorrússia
- Rússia[7]
- Suíça [9]
- Turquia[7]
- Armênia
- Azerbaijão
- Geórgia

América do Sul
- Venezuela

## Instalações de produção

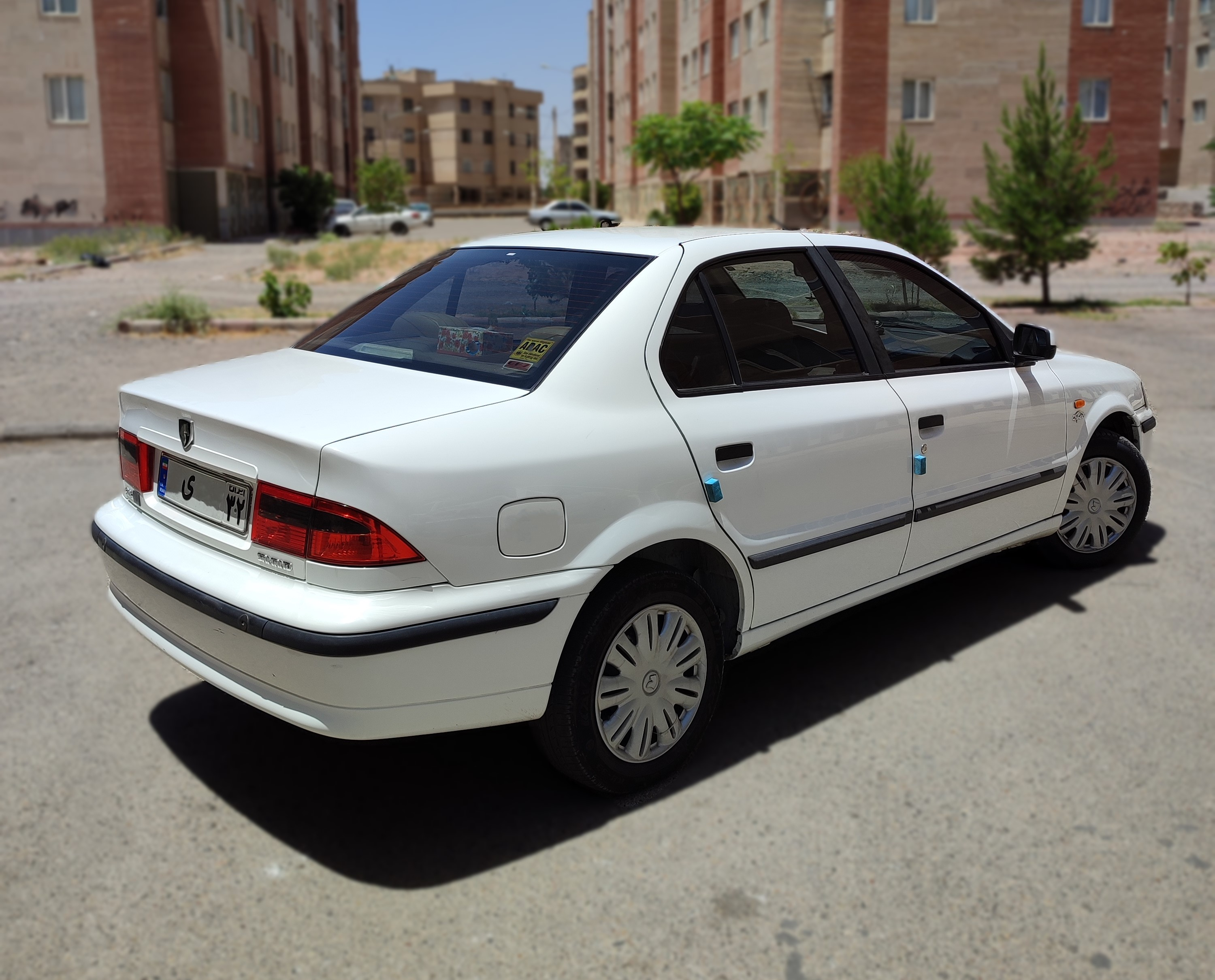
Samand LX

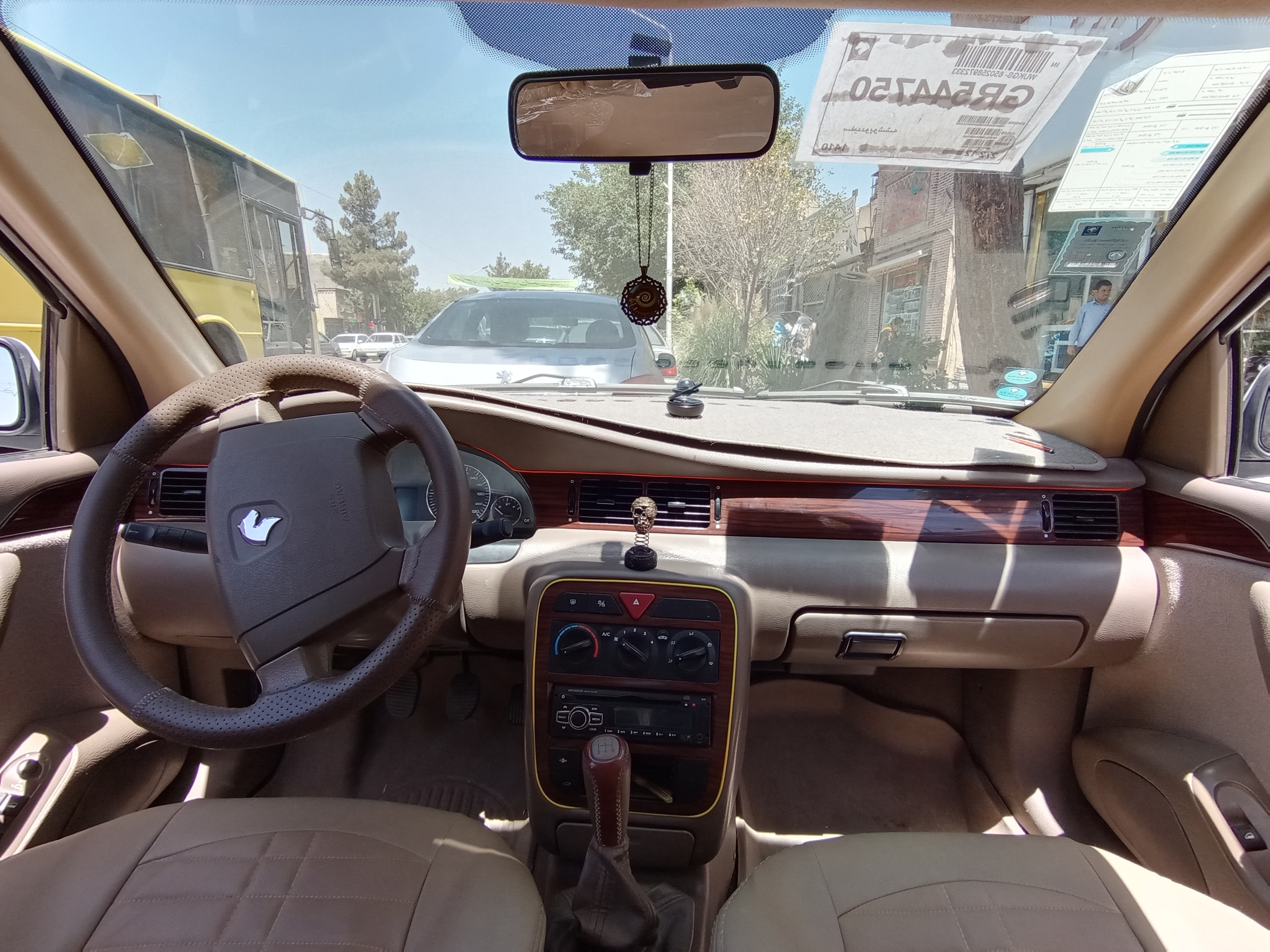
Interior

O Samand foi fabricado em Minsk, Belarus, pela empresa Unison, juntamente com os furgões Lublin, de 2006 a 2013. A Unison assinou um novo acordo com a Iran Khodro em 2018 para produzir outros modelos de carros.
O Samand é montado pela AzSamand em Şamaxı, Azerbaijão, sob o nome local AzSamand Aziz.
A Venirauto começou a montar sedãs Samand (com o nome Centauro) na Venezuela em 2006.
A Siamco produziu o Samand, como Siamco Sham, na Síria de 2006 a 2012.
De 2008 a 2013, a Arab American Vehicles produziu o Peugeot Pars, um carro semelhante ao Samand, no Cairo, Egito.